# Elizabeth Marre
Elizabeth Marre é uma cineasta francesa. Como reconhecimento, foi nomeada ao Oscar 2009 na categoria de Melhor Curta-metragem por Manon sur le bitume.